# Esquadrão Serpente
O Esquadrão Serpente é um grupo fictício de super-vilões dos quadrinhos da Marvel Comics. Seus membros possuem super-poderes e armas sempre relacionados a cobras. Na maioria das vezes em que apareceram, foram como inimigos do Capitão América. O grupo teve várias encarnações. A primeira equipe apareceu em Captain America #163, julho de 1973, e foi criada por Steve Englehart.

## Origens ficcionais
O "fundador" da equipe vilanesca do Esquadrão Serpente foi o "Víbora" original Jordan Stryke, depois que fugira da prisão com seu irmão "Enguia" (Leopold Stryke). A dupla se reuniu ao  Cobra, inimigo do Thor. Faziam parte de uma trama que deveria arruinar a reputação do Capitão América. O heroi, junto com seu parceiro Falcão derrotou o trio e os enviou de volta à prisão..
Mais tarde, a Madame Hidra assassinou o Víbora e passou a usar uma roupa similar e o seu nome, se tornando a nova Víbora. Ela reuniu novamente o Esquadrão Serpente, convencendo o Enguia a entrar para o grupo para "vingar" a morte do irmão. A Princesa Piton também foi recrutada. O Cobra não queria ser liderado pela Víbora e a desafiou para uma luta, sendo facilmente derrotado. Unindo-se ao guerreiro Krang, inimigo de Namor e que queria fazer ressurgir o continente perdido de Lemúria, o Esquadrão Serpente emboscou o Capitão América em sua nova identidade de Nômade. De início o heroi derrotou o Enguia e a Princesa Piton. O Cobra tentou escapar com a Víbora, mas esta deu-lhe um tiro nas costas e fugiu enquanto Nômade levava às pressas o bandido para o hospital .
A terceira aparição do Esquadrão Serpente foi como empregados da Corporação Roxxon chefiada pelo executivo Hugh Jones. A líder do grupo era a Sidewinder, que comandava os vilões Anaconda, Mamba Negra e Death Adder. Receberam ordens para recuperar a  Coroa da Serpente e entregá-la para Jones. Lutaram contra o Coisa e o Arraia. A dupla de herois recebeu a ajuda do Inumano Triton e prenderam  Anaconda, Death Adder e Mamba Negra numa armadilha submarina. Sidewinder fugiu e levou a Coroa da Serpente para Hugh Jones. Depois. Anaconda e suas companheiras se tornaram mercenárias, chegando a lutar contra o Homem de Ferro. Sidewinder voltou e convidou as vilãs para se juntarem à Sociedade da Serpente. Elas aceitaram . Cobra e a Princesa Piton também foram recrutadas pelo novo grupo.
Nesse ínterim, um novo Esquadrão Serpente apareceu em Las Vegas. Tendo como membros Copperhead, Fer-de-Lance, Puff Adder e Black Racer. A equipe cometeu atos de terrorismo e roubou vários cassinos da cidade . Aprisionada pelo Capitão América, a equipe foi solta após Sidewinder entrar em cena e se juntou à Sociedade. Contudo, os membros do Esquadrão eram na verdade capangas da Víbora que as usou para se infiltrar na Sociedade. Depois, as capangas da Víbora permaneceram na Sociedade. Copperhead teve um conflito com Cobra.
Recentemente, outro Esquadrão Serpente surgiu. Tendo como lider Pecado, a nova Víbora, o Enguia (Edward Lavell) e o Cobra. Atacaram a Casa Branca sob o comando do Caveira Vermelha. Bucky Barnes, o novo Capitão América, derrotou os bandidos exceto Pecado.

## Outras Versões

### Exilados
Surgido na revista Exiles #89, pertenciam à Terra 27537. Na aventura com os Exilados, há a participação da Cascavel.

### Ultimate
- Nessa versão (Terra 1610), o Esquadrão Serpente é formado por um grupo de mulheres mercenárias que buscam a Coroa das Serpentes. São membros do grupo: Anaconda, Mamba Negra, Asp, Princesa Piton e Death Adder. Nessa busca elas entram em conflito com o Quarteto Fantástico.  [9]

## Ligações Externas
- Serpent Squad no Marvel Universe